# Nikola Bartůňková
Nikola Bartůňková (* 25. Februar 2006 in Prag) ist eine tschechische Tennisspielerin.

## Karriere
Bartůňková spielte bisher überwiegend auf der ITF Juniors Tour und der ITF Women’s World Tennis Tour, wo sie bislang sechs Titel im Einzel gewann.
2019 führte sie die Weltrangliste der U16 an.
Ihr erstes Turnier der WTA Tour spielte sie, als sie im August 2020 eine Wildcard für die Qualifikation zu den Prague Open erhielt. Sie unterlag aber bereits in der ersten Runde Tereza Martincová mit 2:6 und 2:6. Beim anschließend stattfindenden Prague Open Challenger, dem Qualifikationsturnier für die US Open 2020 erhielt sie ebenso eine Wildcard, unterlag aber auch dort bereits in der ersten Runde Tena Lukas mit 1:6 und 2:6.
2021 erhielt sie im April eine Wildcard für die Qualifikation zu den TEB BNP Paribas Tennis Championship İstanbul, einem weiteren Turnier der WTA Tour.
Im April 2024 wurde Bartůňková vorläufig gesperrt, nachdem sie bei zwei Turnieren im Februar und März auf Trimetazidin getestet worden war. Die positiven Tests wurden auf verunreinigte Lebensmittel zurückgeführt, weswegen eine reduzierte Sperre von sechs Monaten ausgesprochen wurde.

## Turniersiege

### Einzel
| Nr. | Datum           | Turnier                  | Kategorie | Belag     | Finalgegnerin       | Ergebnis      |
| --- | --------------- | ------------------------ | --------- | --------- | ------------------- | ------------- |
| 1.  | 30. April 2023  | Santa Margherita di Pula | ITF W25   | Sand      | Ylena In-Albon      | 6:0, 7:5      |
| 2.  | 20. August 2023 | Erwitte                  | ITF W25   | Sand      | Daniela Vismane     | 6:4, 6:1      |
| 3.  | 1. Oktober 2023 | Santa Margherita di Pula | ITF W25   | Sand      | Katharina Hobgarski | 6:0, 6:1      |
| 4.  | 26. Januar 2025 | Sunderland               | ITF W35   | Hartplatz | Amelia Rajecki      | 6:4, 3:6, 6:3 |
| 5.  | 6. Juli 2025    | Stuttgart-Vaihingen      | ITF W35   | Sand      | Emily Seibold       | 6:4, 7:62     |
| 6.  | 3. August 2025  | Hechingen                | ITF W75   | Sand      | Julia Grabher       | 7:5, 6:2      |

## Persönliches
Nikola Bartůňková hat eine ältere Schwester, die ebenfalls Tennis spielt. Ihr Vater ist Tennistrainer.

## Abschneiden bei Grand-Slam-Turnieren

### Juniorinneneinzel
| Turnier         | 2021 | 2022 | 2023 | Karriere |
| --------------- | ---- | ---- | ---- | -------- |
| Australian Open |      | —    | —    | —        |
| French Open     | —    | HF   | —    | HF       |
| Wimbledon       | 1    | VF   | F    | F        |
| US Open         | —    | —    | AF   | AF       |

Zeichenerklärung: S = Turniersieg; F, HF, VF, AF = Einzug ins Finale / Halbfinale / Viertelfinale / Achtelfinale; 1, 2, 3 = Ausscheiden in der 1. / 2. / 3. Hauptrunde; nicht ausgetragen

### Juniorinnendoppel
| Turnier         | 2021 | 2022 | 2023 | Karriere |
| --------------- | ---- | ---- | ---- | -------- |
| Australian Open |      | —    | —    | —        |
| French Open     | —    | F    | —    | F        |
| Wimbledon       | 1    | HF   | AF   | HF       |
| US Open         | —    | —    | AF   | AF       |